# Al-Humazah

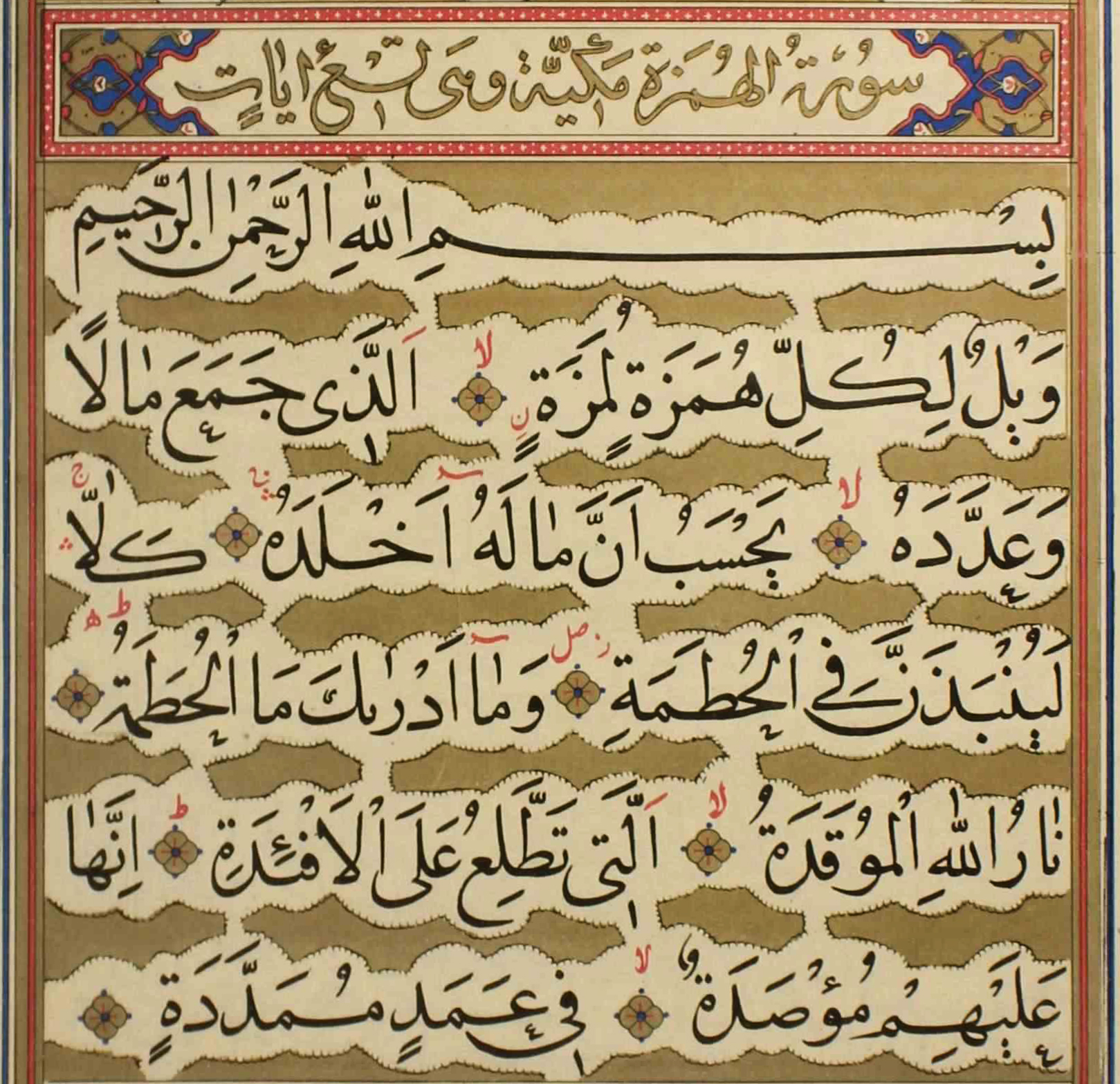
Sura al-Humazah i Koranen.

Al-Humazah (arabiska: سورة الهمزة , "Baktalaren") är den etthundrafjärde suran (kapitlet) i Koranen med 9 ayat (verser). Den skall ha uppenbarat sig för profeten Muhammed under hans tid i Mekka.
Nedan följer surans verser i översättning från arabiska till svenska av Mohammed Knut Bernström. Översättningen har erhållit officiellt godkännande från det anrika al-Azhar-universitetets islamiska forskningsinstitution.

## Baktalaren
I Guds, den Nåderikes, den Barmhärtiges namn!
1. ILLA SKALL det gå den som försöker finna fel hos [andra] och baktalar dem!
2. [Och] som samlar pengar på hög och [i stället för att göra gott] ägnar sig åt att räkna dem
3. i förhoppningen att hans rikedom skall ge honom evigt liv!
4. Nej [han misstar sig]! Han kommer att kastas i Ḥuṭamah (det vill säga helvetet)!
5. Och vad kan låta dig förstå vad Ḥuṭamah betyder?
6. [Det är] Guds eld,
7. som skall blossa upp och tränga in i [syndarnas] hjärtan;
8. och sluta sig omkring dem
9. i ändlösa kolonnader av eld!